# Ширинян, Мишель Тигран
Мишель Тигран Ширинян (арм. Տիգրան Միկելե Շիրինյան, итал. Michele Dicran Sirinian;  12 марта 1923 , Константинополь, Османская империя — 10 декабря 2003, Рим, Италия) — итальянский инженер военной авиации и космической техники, генерал, командующий ВВС Италии, профессор космической техники в Университете Сапиенца. Его называют одним из основателей итальянской аэрокосмической программы. Вместе с Луиджи Брольо является одним из разработчиков проекта Сан-Марко. Под его руководством был запущен первый итальянский спутник Сан-Марко-1.     
В его честь названа Лаборатория механики полёта Школы аэрокосмической техники Университета Сапиенца, которая занимается проектированием, изготовлением и испытанием масштабных моделей аэрокосмических аппаратов.

## Биография

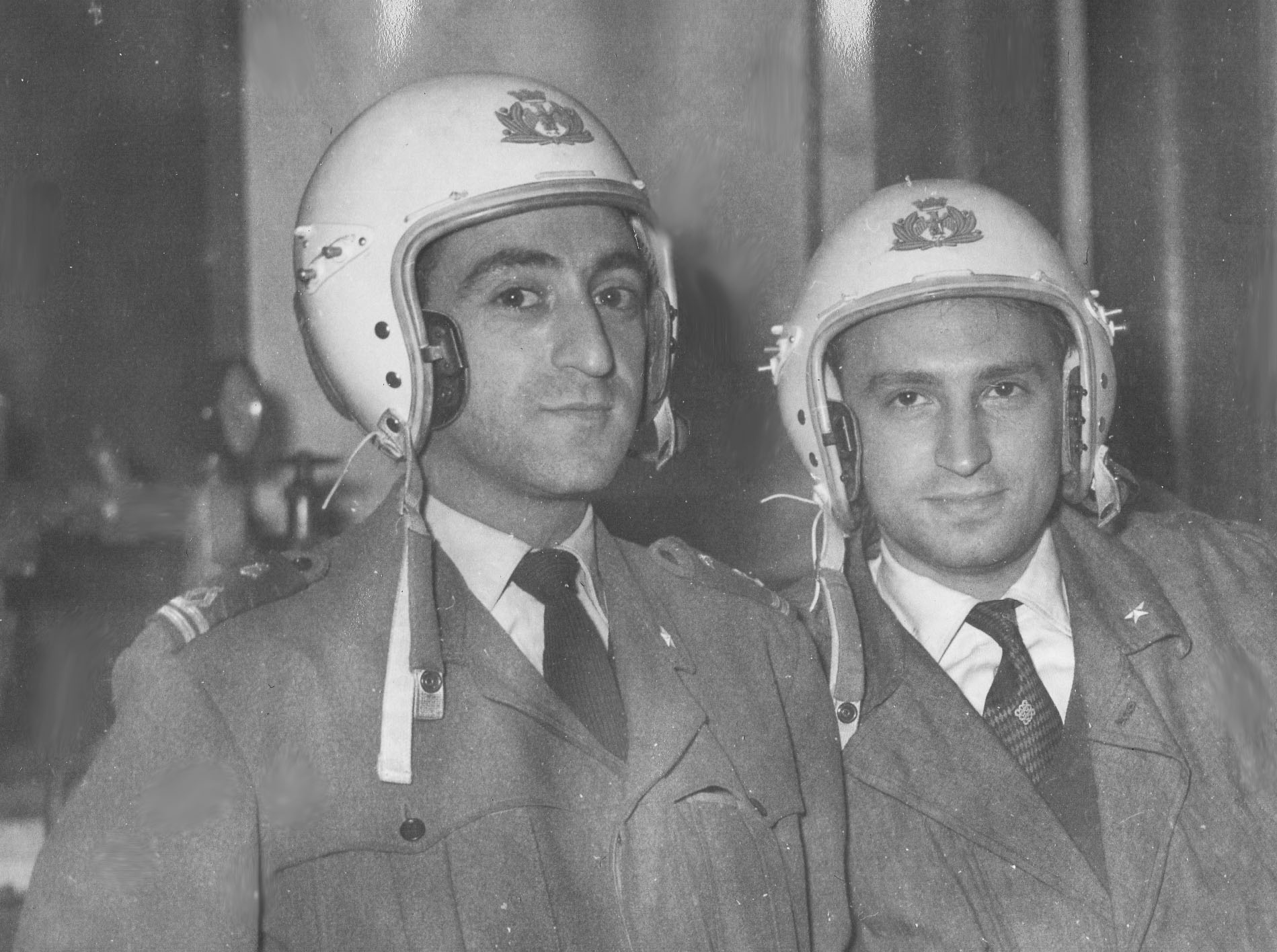
Фотография Тиграна Шириняна

Ширинян родился 12 марта 1923 года в Константинополе в армянской семье Миграна и Ехисабет Ширинян.
Окончил школу Сан-Микеле. В 1942 году он перебрался в Италию, в Милан.
Окончив инженерный факультет Миланского политехнического университета, Ширинян уезжает в Рим. Там он изучает авиационную технику и получает вторую квалификацию авиационного инженера в университете Ла Сапиенца. Благодаря своему таланту и трудолюбию за короткий период времени он добился серьёзных научных достижений в области космической техники и Военно-воздушных сил Италии.
Получив итальянское гражданство, Ширинян стал офицером ВВС Италии. Во время учёбы ему посчастливилось познакомиться с признанным в Италии профессором Луиджи Брольо, который искал молодых учёных для реализации одного из своих авиационных проектов. Ширинян входит в группу разработчиков первого итальянского спутника космической программы «Сан-Марко-1».

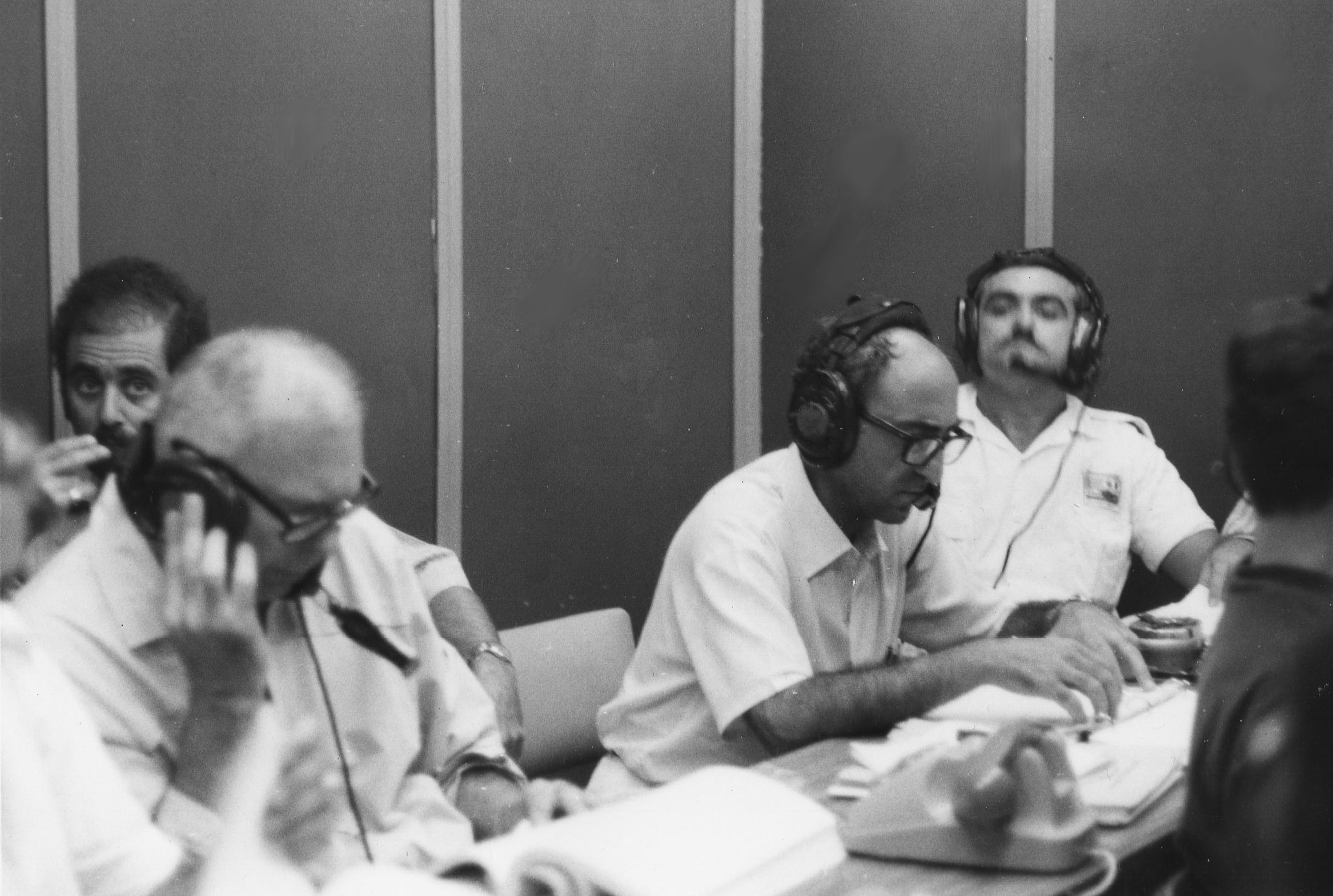
Ширинян работает над проектом

Итальянская космическая программа, стартовавшая в 1959 году, получила название «Сан-Марко». Ширинян вносит большой вклад в её реализацию.
По этой программе 15 декабря 1964 года был отправлен первый итальянский спутник «Сан-Марко-1». Как отмечали тогдашние СМИ, благодаря Шириняну и профессору Луиджи Брольо, Италия в то время стояла рядом с завоевавшим космос Советским Союзом и Соединенными Штатами Америки как космическая сверхдержава.
В 1967 году Ширинян завершил создание и проектирование второго спутника «Сан-Марко-2». Его успех не мог ускользнуть от внимания НАСА и он был приглашён к сотрудничеству и подготовке космического корабля «Скаут» к полёту в Техасе.
После разрушительного землетрясения в Спитаке в 1988 году по инициативе Шириняна правительство Италии приобретает и доставляет в Армению необходимые строительные материалы для восстановления зоны бедствия в кратчайшие сроки.
Умер 11 декабря 2003 года в Риме.